# Provinz Guantánamo
| Guantánamo         | Guantánamo     |
| ------------------ | -------------- |
| Karte              |                |
| Hauptstadt         | Guantánamo     |
| Fläche             | 6.167,97 km²   |
| Einwohner          | 515.428 (2012) |
| Bevölkerungsdichte | 83,6 EW/km²    |
| ISO-Code           | CU-14          |

Guantánamo ist die östlichste Provinz in Kuba. Hauptstadt ist die gleichnamige Stadt Guantánamo.

## Geografie
Die Provinz Guantánamo hat eine Gesamtfläche von 6167,97 km². Sie liegt am östlichsten Zipfel Kubas. Im Nordosten bildet der Atlantische Ozean die natürliche Grenze, im Süden die Karibik. Die Provinzen Holguín und Santiago de Cuba schließen sich im Norden und Westen an.
Mit dem UNESCO-Biosphärenreservaten „Cuchillas del Toa“ und Baconao sind weite Flächen als Naturschutzgebiete ausgewiesen. Im ersteren befindet sich die UNESCO-Weltnaturerbestätte Parque nacional Alejandro de Humboldt.
Die Provinz ist reich an Flüssen, unter anderen Río Toa, Río Guantánamo, Río Yumurí, Río Miel, Río Jaibo. Durch die Hauptstadt Guantánamo fließt der Río Guaso.

## Geschichte
Im War of Jenkins’ Ear, dem Kolonialkrieg zwischen Großbritannien und Spanien, wurde die Bahía de Guantánamo am 23. Juli 1741 Schauplatz eines britischen Landeunternehmens unter General Thomas Wentworth. Ziel der Operation war es, den auf dem Seewege uneinnehmbaren Hafen von Santiago de Cuba über den Landweg zu erobern. Schnell erkannten die Truppen, dass ein Angriff auf den spanischen Hafen aufgrund der Unpassierbarkeit des einzigen Weges unmöglich war. Stattdessen entschlossen sie sich, eine dauerhafte britische Basis nördlich der Landungsstelle einzurichten. Zu Ehren des englischen Königs erhielt die Stadt den Namen „Georgetown“. Der Ankerplatz wurde nach dem zweiten Sohn des Königs „Cumberland Harbour“ benannt. Infolge grassierender Tropenkrankheiten dezimierte sich die Zahl der Soldaten mehr und mehr. So entschloss man sich im Dezember 1741 zur Aufgabe des Projekts. Die Stadt wurde zerstört und die verbliebenen Einheiten nach Jamaika abgezogen.
Im Jahr 1791 kam es im Nachbarland Saint-Domingue (heute: Haiti) zu ersten Sklavenaufständen. Vor den blutigen Auseinandersetzungen flüchteten zahlreiche französische Siedler in den Osten Kubas und gründeten dort 1796 die Stadt Guantánamo. Die Haitianer brachten zu dieser Zeit auch den Kaffee- und Kakaoanbau auf die Insel und kultivierten ihn in den umliegenden Bergen.
Nach dem Spanisch-Amerikanischen Krieg zwangen die USA Kuba 1903 dazu, das Platt Amendment zu unterzeichnen. Der Vertrag sah ein Interventionsrecht der USA vor, sowie Landstrecken von Kuba kaufen oder pachten zu können und als Marinestützpunkte zu nutzen. 1934 wurde der Vertrag seitens der USA weitestgehend aufgehoben, nur der Abschnitt über die Marinebasis Guantanamo Bay Naval Base blieb bestehen. Die Rechtmäßigkeit des Vertrags wird seitens der kubanischen Regierung bestritten.
Von 1905 bis zur Verwaltungsreform im Jahr 1976 war die Provinz Teil der deutlich größeren Provinz Oriente.
Im Rahmen des vom ehemaligen US-Präsidenten George W. Bush ausgerufenen Krieges gegen den Terror wurde der Stützpunkt im Jahr 2002 um das völkerrechtswidrige Internierungslager erweitert.

## Verwaltungsgliederung
Die Provinz Guantánamo gliedert sich in zehn Municipios. Mit Ausnahme von Maisí, Manuel Tames, Niceto Pérez und Yateras sind die Verwaltungssitze in den gleichnamigen Städten beheimatet.
| Municipio (Verwaltungssitz)               | Fläche in km² (2010) | Einwohner (2012) | Einwohner pro km² (2012) |
| ----------------------------------------- | -------------------- | ---------------- | ------------------------ |
| Baracoa (Baracoa)                         | 974,36               | 81.986           | 84,1                     |
| Caimanera (Caimanera)                     | 360,58               | 11.091           | 30,8                     |
| El Salvador (El Salvador)                 | 630,38               | 43.094           | 68,4                     |
| Guantánamo (Guantánamo)                   | 257,39               | 228.436          | 887,5                    |
| Imías (Imías)                             | 527,48               | 21.309           | 40,4                     |
| Maisí (La Máquina)                        | 523,31               | 28.333           | 54,1                     |
| Manuel Tames (Jamaica)                    | 1.051,55             | 39.365           | 37,4                     |
| Niceto Pérez (La Yaya)                    | 632,64               | 16.949           | 26,8                     |
| San Antonio del Sur (San Antonio del Sur) | 584,94               | 25.804           | 44,1                     |
| Yateras (Palenque)                        | 625,34               | 19.079           | 30,5                     |
| Gesamt                                    | 6.167,97             | 515.428          | 83,6                     |

## Verkehr
Die Provinz wird im Süden von der gut ausgebauten Landstraße Carretera Central durchquert. Sie ermöglicht eine schnelle Anbindung der Provinzhauptstadt Guantánamo nach Baracoa – der zweitgrößten Stadt der Provinz – und nach Santiago de Cuba. Den Abschluss der Carretera Central bildet die 1964 errichtete Passstraße La Farola.
Die Provinzhauptstadt ist an das kubanische Eisenbahnnetz nach Santiago de Cuba angeschlossen und bildet mit Ausnahme einiger angeschlossener Randgemeinden dessen östlichen Abschluss.
Über die drei Flughäfen Aeropuerto Nacional Gustavo Rizo in Baracoa, Aeropuerto Mariana Grajales in Guantánamo und Aeropuerto Alfredo Noa Díaz in Maisí werden vor allem Inlandsflüge realisiert.